# Yamato Nadeshiko (manga)
Yamato Nadeshiko (ヤマト ナデシコ 七変化, Yamato Nadeshiko Shichihenge, Les sept métamorphoses de Yamato Nadeshiko), aussi connu sous le titre Perfect Girl Evolution, est un shōjo manga de Tomoko Hayakawa. Yamato Nadeshiko désigne l'icône de la femme parfaite. Il est prépublié entre 2000 et 2015 dans le magazine Bessatsu Friend et est compilé en un total de trente-six tomes. La version française est publiée par Pika Edition, et vingt-deux tomes sont disponibles en septembre 2014.
Une adaptation en série télévisée d'animation produite par le studio Nippon Animation a été diffusée sur TV Tokyo et Aichi Television Broadcasting entre le 3 octobre 2006 et le 27 mars 2007. Un drama intitulé Yamato Nadeshiko Shichi Henge a également été réalisé en 2010. Il comporte dix épisodes d'environ 45 minutes chacun, à l'exception du premier qui dure presque une heure. On y retrouve les mêmes protagonistes, mais ils ont alors 21 ans au lieu de 15.

## Histoire
Le confort d'une villa gratuit ou le loyer triplé... Il suffira aux quatre adolescents qui la louent actuellement d'héberger Sunako, la nièce de la propriétaire, et d'en faire une lady avant le retour de sa tante. Simple... en apparence.
En effet, la jeune Sunako se révèle être quelqu'un d'apparence plutôt négligée. Fascinée par le morbide et le gore (tête de mort, squelette, films d'horreur), les gens doutent souvent de son appartenance à l'espèce humaine : elle a renié toute forme de beauté et de communication avec le reste du monde à la suite d'une déception amoureuse. Hantée par les mots de celui qu'elle aimait, la beauté de ses congénères la révulse ; elle dit être "éblouie" et ne pas supporter leur lumière et saigne du nez à chaque fois qu'elle regarde une belle personne trop longtemps. En ignorant sa propre image, Sunako pense échapper à la comparaison avec les autres jeunes filles.
Les quatre jeunes hommes - des bishônen extrêmement populaires et constamment assaillis par des groupies gloussantes - feront tout ce qui est en leur pouvoir pour transformer Sunako en véritable femme du monde.

## Personnages
- Sunako Nakahara (中原スナコ, Nakahara Sunako?)

Âge : 15 ans

Nourriture favorite: Chocolat 

Aime : tout ce qui a trait à la culture gothique

Personnage central, en première année au lycée. Elle vient s'installer chez sa tante qui loue déjà des chambres à quatre garçons. À la suite d'une mauvaise expérience, elle a développé un complexe face à son apparence. Passionnée de films d'horreur, pourvu qu'ils soient les plus gores possibles, têtes de mort et autres symboles gothiques. Elle ne supporte ni la lumière, ni la beauté et encore moins ses quatre bishōnen de colocataires, qu'elle juge trop "éblouissants". Ses seuls amis se réduisent à des squelettes et figurines d'anatomie, Joséphine, Akira et Hiroshi entre autres. Son apparence varie au gré des situations entre SD (Super Deformed) et mode "beauté fatale". Dans le drama, elle est très attachée à son cousin (fils de la propriétaire), Takeru. Toujours dans le drama, elle obtient des pouvoirs étranges chaque fois qu'elle se met en colère ce qui n'arrive que lorsque Kyohei l'appelle "Busunako" (fille moche).
- Kyohei Takano (高野恭平, Takano Kyōhei?)

Âge : 15 ans

Taille : 182 cm

Poids : 57 kg

Particularité : Bon combattant 

Nourriture favorite : les fraises, les crevettes frites 

Le plus intempestif des quatre garçons. Très bon combattant, ayant une passion toute particulière sur tout ce qui touche à la nourriture et à l'argent. Son histoire personnelle illustre particulièrement bien la thèse de "la beauté comme une malédiction". Il devient de plus en plus complice avec Sunako et semble éprouver des sentiments très fort envers elle : il pique une crise de jalousie lorsqu'elle lui déclare qu'il compte moins pour elle que sa poupée en plastique, Hiroshi. Ils se sont même embrassés : Sunako fut possédée par un esprit et pour la faire revenir l'embrassa (dans le manga), dans l'animé, ils s'embrassent lors d'une partie de ping-pong où ils se percutent violemment. Ils s'embrassent également dans le drama après que Sunako ait été intoxiquée par des champignons car il croit que c'est la seule manière de la libérer des effets du poison. Sa mère, ayant marre que son fils se fasse harceler, l’abandonna.
- Takenaga Oda (織田 武長, Oda Takenaga?)

Âge : 15 ans

Taille : 172 cm

Poids: 50 kg

Le plus intellectuel des quatre garçons qui est aux dires de l'auteur le plus bishōnen. Sa petite amie est Noi. Ses parents sont de riches bourgeois. Ils l'ont placé dans la maison de la propriétaire car ayant reçu une éducation très stricte, il était devenu misanthrope. Sa famille est réputée pour ses compositions florales.
- Yukinojo "Yuki" Toyama

Âge : 15 ans

Taille : 168 cm

Poids : 49 kg

Le plus androgyne des quatre garçons. Souvent utilisé pour interpréter des rôles féminins, il aime les animaux et a une petite amie prénommée Machiko. Son père est prolétaire.
- Ranmaru Morii

Âge : 15 ans

Taille : 178 cm

Poids : 55 kg

Particularité : playboy 

Le plus tombeur des quatre garçons, sortant avec différentes femmes plus âgées et souvent mariées. Il semble tomber amoureux de sa "fiancée" au fil des épisodes. Ses parents sont propriétaires d'une banque et à force de le gâter, Ranmaru finit par devenir égoïste. C'était la raison de sa présence chez la tante de Sunako.
- Naie "Noi" Kasahara

Âge : 15 ans

Aime :  Takenaga Oda

Une amie des quatre garçons. Fille très populaire, amoureuse transie de Takenaga.
- Kikunoi Tamao

Âge : 15 ans

Aime :  Ranmaru

Fiancée de Ranmaru. C'est "l'incarnation d'une héritière noble". Elle est amie avec Sunako et Noi.
- La propriétaire

Tante de Sunako. Belle, riche et veuve excentrique, elle fait un marché avec les quatre garçons qui doivent transformer Sunako en vraie lady.

## Manga
La série est publiée entre 2000 et 2015 dans le magazine Bessatsu Friend de l'éditeur Kōdansha. Le premier volume relié est sorti le 13 octobre 2000 et le trente-sixième et dernier est publié le 13 février 2015. La version française est publiée par Pika Édition. Il est publié en anglais à Singapour sous le titre My Fair Lady par Chuang Yi, et en Amérique du Nord sous le titre The Wallflower par Del Rey Manga. Un autre titre utilisé en anglais est Sunako of Many Forms.

## Anime
L'anime de Yamato Nadeshiko Shichi Henge correspond au déroulement du manga, respectant ainsi les mêmes histoires et le caractère des personnages. L'anime est composé de 25 épisodes.

### Fiche technique
- Réalisateur : Shinichi Watanabe
- Musique : Hiromi Mizutani, Yasuharu Takanashi
- Character Design : Yasuko Sakuma
- Directeur artistique : Yumi Kudou
- Directeur de l’animation : Yasuko Sakuma
- Design des Mecha : Tetsuro Aoki
- Directeur de la Photographie : Jun-Ichi Takeda
- Photographie : Takashi Yamaguchi, Tomohiro Urabayashi
- Producteur Assistant : Masashi Takatori
- Peinture digitale : Koyuri Takagi, Miyoko Yoshida, Naomi Takahashi, Toshiko Iwakiri
- Édition : Shinichi Natori
- Producteurs : Jun Togawa, Shinsaku Hatta, Takashi Watanabe
- Directeur du son : Hiroyuki Hayase

### Distribution
- Sachiko Takaguchi : Sunako Nakahara
- Shōtarō Morikubo : Kyohei Takano
- Tomokazu Sugita : Takenaga Oda
- Yūya Yamauchi : Yukinojo Tōyama
- Hirofumi Nojima : Ranmaru Morii
- Mai Nakahara : Noi Kasahara

### Musique
Tomoko Hayakawa, l'auteur du manga, est une fan du chanteur japonais Kiyoharu. L'opening et l'ending ont donc tous deux été interprétés par le même artiste.
- Générique d'ouverture : Slow de Kiyoharu
- Générique de fin : Carnation de Kiyoharu